# Richard Marx
Richard Noel Marx, född 16 september 1963 i Chicago, Illinois, är en amerikansk pop/rock-sångare, låtskrivare och musikproducent. Marx har sålt över 30 miljoner album världen över. Han vann 2004 en Grammy för årets låt, "Dance With My Father" som han skrev tillsammans med Luther Vandross. Till hans största hits hör även "Hold On to the Nights" (1988), "Right Here Waiting" (1989), "Hazard" (1991) och "Now and Forever" (1993).

## Diskografi
Studioalbum
- 1987 – Richard Marx
- 1989 – Repeat Offender
- 1991 – Rush Street
- 1994 – Paid Vacation
- 1997 – Flesh and Bone
- 1997 – Greatest Hits
- 2000 – Days in Avalon
- 2004 – My Own Best Enemy
- 2008 – Emotional Remains
- 2012 – Christmas Spirit
- 2014 – Beautiful Goodbye

Samlingsalbum
- 1994 – Ballads
- 1997 – Greatest Hits
- 2000 – The Best Of Richard Marx
- 2000 – The Essential Richard Marx
- 2000 – Timeline
- 2008 – Duo (med Matt Scannell)
- 2010 – Stories to Tell
- 2010 – Hits & Ballads
- 2012 – Inside My Head (+ ny singel "Wouldn't Let Me Love You")
- 2012 – Seven & Seven
- 2014 – Now And Forever: The Ballads
- 2016 – The Ultimate Collection

Hitsinglar (#1 på Billboard Hot 100 / Billboard Hot Mainstream Rock Tracks)
- 1987 – "Don't Mean Nothing"
- 1988 – "Hold On to the Nights"
- 1989 – "Satisfied"
- 1989 – "Right Here Waiting"
- 1991 – "Keep Coming Back"
- 1992 – "Hazard"
- 1994 – "Now and Forever"